# Cloudberry Kingdom
Cloudberry Kingdom es un juego de plataformas creado por Pwnee Studios. El juego utiliza un conjunto de algoritmos desarrollados por Jordan Fisher para crear niveles generados por procedimientos que pueden adaptarse al nivel de habilidad del jugador, a las habilidades de los personajes del juego y a la alteración de la física del juego.
Cloudberry Kingdom es un título descargable para Mac OS X, Microsoft Windows, PlayStation 3, Wii U y Xbox 360.